# Requeté
El Requeté (cuyos integrantes eran llamados requetés o boinas rojas), también Tercios de Requetés, fue una organización paramilitar carlista creada a principios del siglo XX que participó en la guerra civil española, llegando a integrar a más de 60 000 combatientes voluntarios repartidos en 67 tercios que lucharon a favor del bando sublevado, con el objetivo de defender la religión católica y oponerse al marxismo. El nombre de la organización procedía del empleado por algunos batallones carlistas durante la primera guerra carlista. «en concreto al Tercer Batallón de Guías de Navarra» según apuntan otros autores.

## Historia

### Origen del término

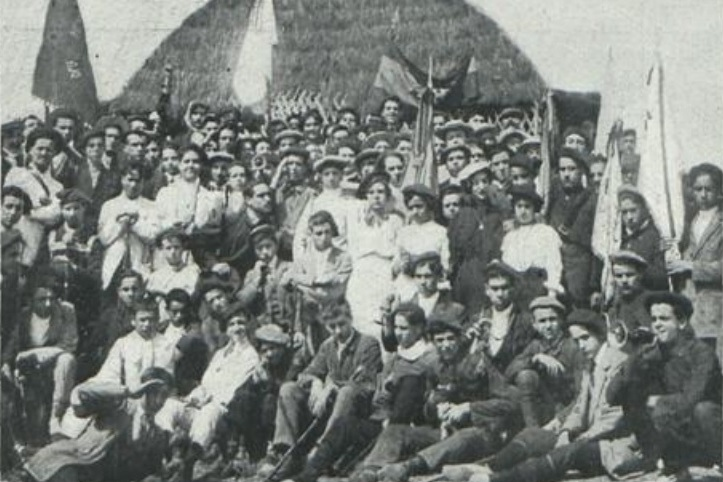

Los primeros cuatro batallones carlistas que se formaron en el otoño de 1833 al iniciarse la primera guerra carlista, según una canción popular de la época, recibieron apodos para distinguirse entre ellos: Decía así la letra:
El primero, la Salada,

el segundo, la Morena,

el tercero, el Requeté,

y el cuarto, la Hierbabuena.
Sobre el extraño mote sin raíz «requeté», escritores contemporáneos dicen que, debido al pésimo estado en que se encontraba la vestimenta del tercer batallón tras las escaramuzas habidas a finales de 1833 en las montañas navarras cuajadas de matorrales, los de los otros batallones se reían de ellos y les cantaban: «Tápate soldado, tápate, que el culo se te ve». Los de este batallón tomaron a bien esta burla y la convirtieron en su canción. Pero al entrar en un pueblo, para no escandalizar a las mujeres, cambiaban la letra y cantaban: «Tápate soldado, tápate, que se te ve el requeté».
Según un libro publicado por el británico William Walton en 1837, que confirma esta teoría, los jóvenes que componían el batallón Requeté de Navarra, que tenían fama de traviesos, eran distinguidos por Zumalacárregui por su arrojo, y sus cargas a la bayoneta eran tan intrépidas, que llegaron a ser el terror de los cristinos; de acuerdo con Watson, antes de entrar en combate cantaban siempre una canción compuesta por ellos mismos, que empezaba con las palabras «Requeté, que se te ve». Debido a la bravura de este batallón, el segundo batallón de Castilla, comandado por Taus, tomó a imitación suya el nombre de Requeté Castellano.
Un Diccionario de términos carlistas publicado en El Pensamiento Navarro en 1938 afirmaba asimismo que la palabra «requeté» tenía su origen en el tercer batallón de voluntarios carlistas de Navarra, favorito de Zumalacárregui por sus arrolladoras cargas a la bayoneta, pero sostenía que el vocablo se debía a la contraseña de cornetín, que se expresaba con las sílabas re-que-te.

### Primeras organizaciones

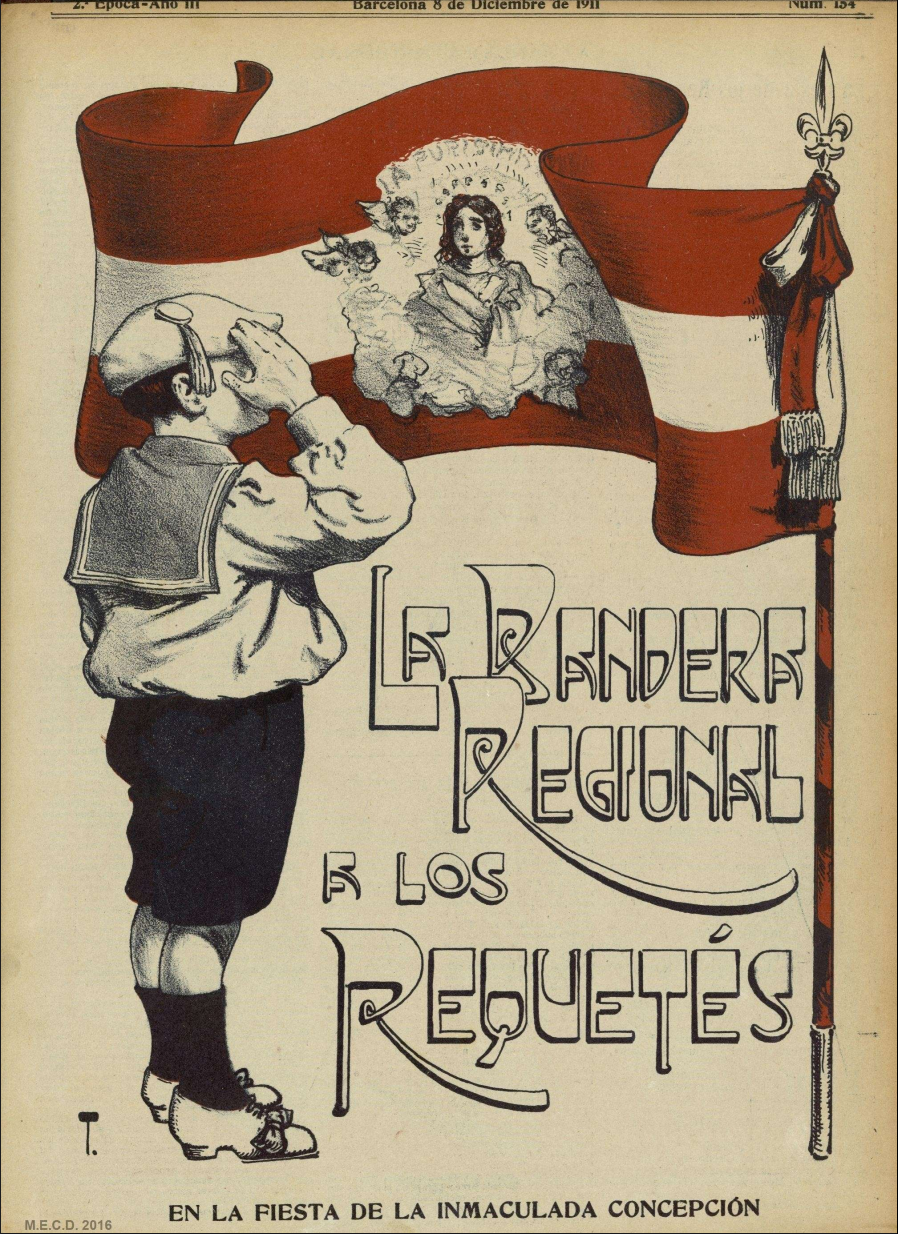
La Bandera Regional a los Requetés, el día de la Inmaculada Concepción de 1911.

A principios del siglo XX, varias organizaciones carlistas utilizaron esta denominación para ellas o sus publicaciones periódicas en distintos lugares de España: Cataluña, Aragón o Andalucía. Una de ellas fue fundada por Juan María Roma como una organización juvenil del carlismo en Cataluña en 1907; tenía como órgano de expresión el semanario carlista manresano Lo Mestre Titas. Bajo la dirección de Joaquín Llorens, se convirtió a partir de 1913 en la organización paramilitar del carlismo siguiendo el ejemplo de los Camelots du Roi, la organización juvenil nacionalista de Acción Francesa. Mantuvo escasa actividad en los años de la Primera Guerra Mundial, reactivándose en 1920 bajo la dirección de Juan Pérez Nájera y, sobre todo, tras la proclamación de la Segunda República Española, fundamentalmente en Navarra, «que, según algunos testimonios favorables, llegaron a contar con unos 10 000» requetés organizados, «destinados, como en los lances revolucionarios de 1909 y 1917, a la vigilancia callejera y la custodia de edificios religiosos, círculos tradicionalistas y redacciones de periódicos afines».

### Durante la II República

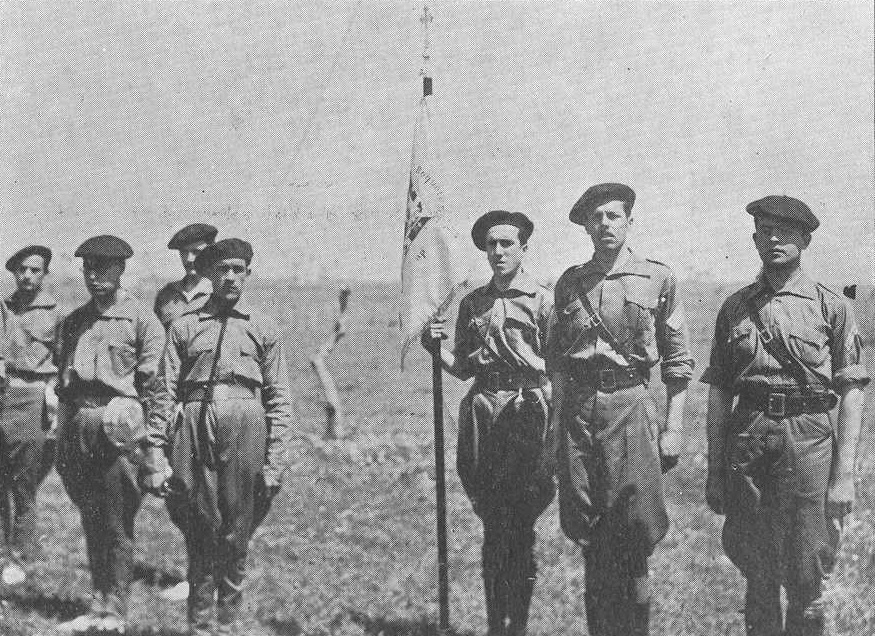
Jefes y Abanderado del Requeté durante una revista en el Quintillo (1934)

Inicialmente los requetés se mostraron indiferentes ante la nueva República, mostrándose más activos después de la quema de conventos en mayo de 1931 De este modo, se encontraban motivados por la defensa de sus modos de vida tradicionales y su fe religiosa contra la persecución o amenazas que ejercían fuerzas de índole revolucionario. Ante el clima de polarización cada vez más enconado en que vivía España, muchos derechistas buscaron en los requetés una garantía de su seguridad y del orden. Bien organizados y con todo un aparato logístico para apoyarse, incluyendo mujeres (margaritas) y niños (pelayos), estaban también muy motivados. Al llegar la República tenían cientos de guerrilleros con entrenamiento militar, pero incapaces de combatir por falta de armas.
En 1932 el coronel José Enrique Varela se hizo cargo de la jefatura de los requetés, a los que estructuró militarmente: desde la unidad básica, la patrulla, que se componía de cinco boinas rojas y un jefe, el requeté que formaba una compañía de 246 hombres y, por último, el tercio que estaba formado por tres compañías. Ricardo Rada se puso al cargo de la organización en 1935 y en julio de 1936 los requetés sumaban 30 000 hombres.
En marzo de 1934 Antonio Lizarza, en representación de la Comunión Tradicionalista, el teniente general Barrera, por la Unión Militar Española, y Antonio Goicoechea, por Renovación Española, viajaron a Roma. Tras reunirse con Benito Mussolini y explicarle su plan de derrocar a la República, el gobierno fascista les proporcionó dinero y armamento, acordando además el envío de jóvenes requetés a Italia para su adiestramiento militar. Aunque dicho viaje se produjo cuando todavía era jefe delegado de la Comunión Tradicionalista el conde de Rodezno, este no era muy partidario de una sublevación. El envío de jóvenes se intensificaría desde el momento en que empezó a dirigir la Comunión Manuel Fal Conde, quien dispuso la preparación militar de los requetés. En grupos de 30, requetés de toda España, y especialmente de Navarra, viajaron secretamente a Italia, donde permanecerían alrededor de un mes. Unos 500 de ellos serían instruidos en el manejo de las más avanzadas armas modernas.
El 15 de abril de 1934 se celebró el «acto del Quintillo» en el cortijo de ese nombre situado en el término de Dos Hermanas, en la provincia de Sevilla. El acto consistió en la presentación pública y desfile de la milicia armada carlista, y contó con la participación de 650 boinas rojas andaluces, uniformados e instruidos militarmente. Ello supuso una exhibición sin precedente a la que asistieron los dirigentes carlistas nacionales, para demostrar la fuerza que tenía el Requeté fuera de sus feudos tradicionales. Enrique Barrau fue nombrado jefe del Primer Requeté de Sevilla por el jefe regional del Requeté, Luis Redondo.

### En la guerra civil

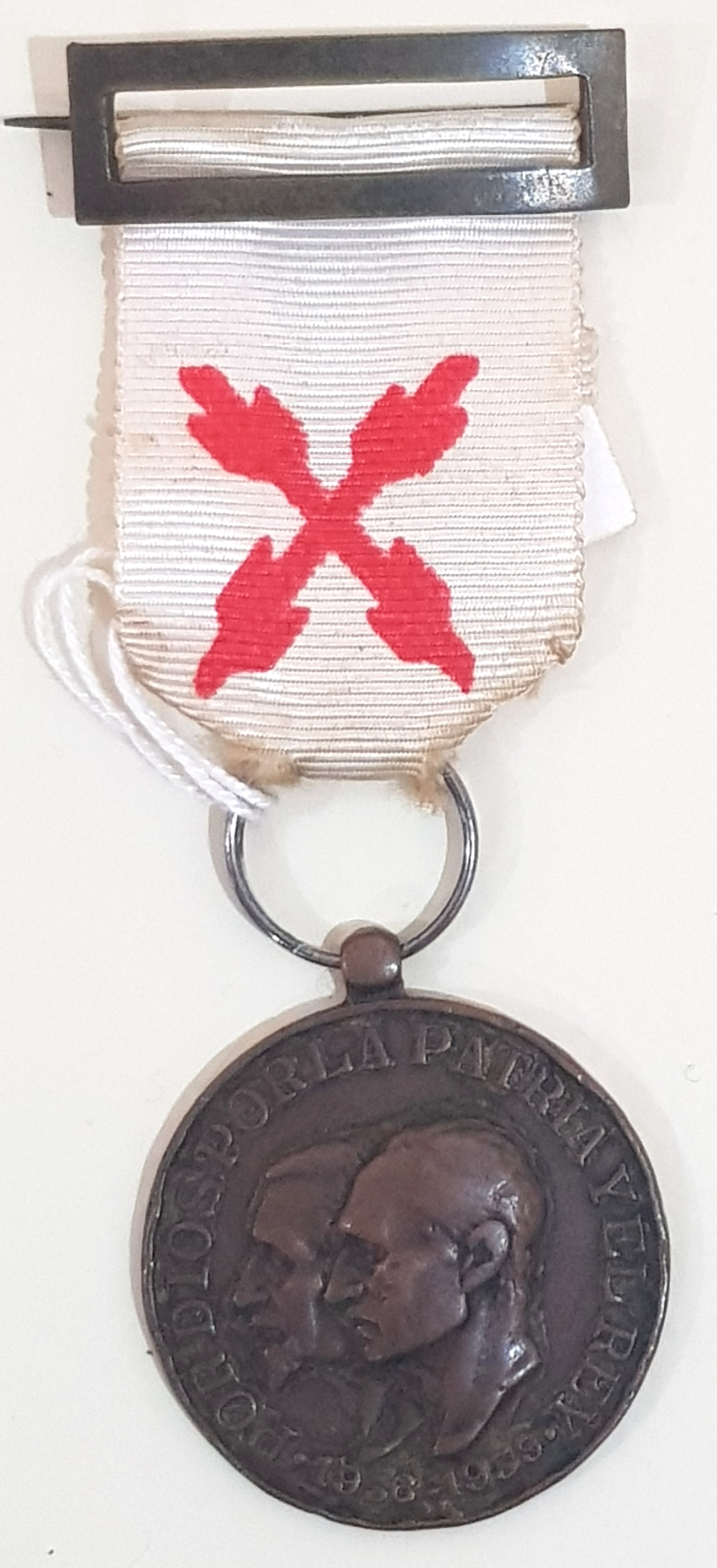
Medalla de la Lealtad, 1964.

Al estallar la guerra civil española en julio de 1936, los requetés formaron tercios que combatieron junto al general Franco, teniendo una actuación destacada en la contienda. Sin embargo, sus mandos confiaban más en los generales Sanjurjo y Mola, con quienes habían fraguado la conspiración, viéndose muy afectados por sus tempranas muertes.
En el Requeté, que adoptó la Cruz de Borgoña como bandera de la milicia, no solo se integraron los tradicionalistas carlistas, sino también los monárquicos alfonsinos. Jorge Vigón y José Ignacio Escobar llegaron a afirmar que la boina roja se convirtió en «el símbolo del monarquismo español, uno y sólidamente compenetrado, borradas todas las diferencias que a lo largo de un siglo le habían dividido».
En total se constituyeron 42 tercios: 10 compuestos por navarros, 8 por vascos, 8 por castellanos, 7 por andaluces, 6 por aragoneses, 2 por asturianos y 1 por catalanes. Una de las unidades carlistas más famosas y laureadas de la contienda fue quizás el Tercio de Nuestra Señora de Montserrat. Los nombres de todos ellos se encuentran grabados en las estaciones del vía crucis de Montejurra. Se calcula que alrededor de 60 000 requetés participaron en la guerra civil y de ellos unos 6000 murieron. En su vasta mayoría eran campesinos de extracción humilde.
Esta milicia destacó por su españolismo y su religiosidad extrema. El requeté aragonés José María Resa describiría el ambiente de los primeros días de la guerra entre los boinas rojas de este modo: 

«Por doquier se oían los fuertes ¡Vivas a Cristo Rey y a España! acompañados de nuestros himnos carlistas y todos los grupos eran portadores de la Cruz de Cristo y la Bandera Nacional. Allí estaban también nuestras mujeres, las Margaritas, en pie de guerra, alentándonos a todos para la victoria, al mismo tiempo que nos colocaban en el pecho detentes del Sagrado Corazón de Jesús, Escapularios y medallas de la Santísima Virgen».

Durante el conflicto los requetés entraron en todas las ciudades que se habían resistido a los carlistas en el siglo anterior (San Sebastián, Bilbao, Madrid, Barcelona, Pamplona), contribuyendo de manera decisiva a la victoria del bando sublevado. Aunque su organización política, la Comunión Tradicionalista, fue oficialmente disuelta por Franco tras el Decreto de Unificación en abril de 1937, los requetés siguieron combatiendo en la Milicia Nacional de FET y de las JONS, no sin roces con los falangistas.

## Ordenanza

La Cruz de Borgoña roja sobre paño blanco, emblema carlista y del Requeté incorporado por Manuel Fal Conde.

La Ordenanza del Requeté, publicada en enero de 1934, era el código al cual todo requeté debía amoldar su conducta, su pensamiento y sus obras. Fue escrita por Manuel Fal Conde y su reglamento corrió a cargo del coronel Varela.

Tú, BOINA ROJA, eres:

Soldado de la Fe y de la Santa Causa Tradicional. Tu ordenanza fija tus deberes, exalta tus principios y te encuadra para ser útil. Tu Trilema permanente:
DIOS - PATRIA - REY
Procedes de la Elección entre los afiliados a la Comunión Tradicionalista. Eres por tanto, orgulloso y heredero de tus gloriosos antepasados. Te llamas "Boina Roja" porque eres soldado selecto, entusiasta, leal y la Tradición tiene en ti el más firme y valioso sostén. Examina tu misión, recuerda viejas glorias, y verás cómo el pensamiento que te rige y el sentimiento que te anima, constituyen la substancialidad que informó la existencia y origen de la España inmortal.
DIOS:
La Fe fundamenta todas las virtudes del soldado "Boina Roja". Refuerza el espíritu con el culto a Dios. Sírvele siempre. Muere por Él, que morir así es vivir eternamente. Ante Dios, nunca serás héroe anónimo. La Tradición habla a tu alma, purifica tus sentimientos y te acerca a Dios. Ella enseña a amar a la Iglesia. Sé siempre Católico práctico, con conocimiento claro de los que Dios desea para servirle, que es el fin esencial. Tú, Soldado de la Tradición, habrás de tener puesto en el Reino de Dios.
PATRIA:
Tu Patria es tu Nación; tu Nación, España. España: única e indivisible, en su rica variedad autárquica regional, es:
Sublime arcano de tradiciones. Relicario de grandezas. Madre de Nuevos mundos. Luz de la Historia. Albergue de Santidad. Defensora de la Iglesia Católica. España, sin la cruz, dejaría de ser España. Estúdiala para conocerla. Conócela para amarla. Ámala para honrarla. Ten presente que el más puro de los amores, después de Dios, es el de la Patria. Sé siempre católico práctico. Tú, soldado de la Tradición, habrás de tener puesto en el Reino de Dios.
REY:
Monarquía cimentada en la cruz y rematada por la cruz. Altar de la Patria. Continuidad en los gloriosos destinos de España. Antiliberal por naturaleza. Antirrevolucionaria y guardadora del derecho, la justicia y la jerarquía.
El Rey

Tu Rey es el primer soldado de la Tradición. Jamás absolutista, pero que reina y gobierna. Verdadera autoridad y padre de los españoles. El Rey, en las instituciones tradicionales, dio a la Patria la primera categoría de la Historia. Los Reyes "liberales" la sometieron a poderes ocultos. En la hora de las responsabilidades, la dinastía legítima está libre de toda mancha. El primer soldado de la Tradición es el Rey de la Patria.